# Castro do Monte Padrão
Das Castro do Monte Padrão, auch bekannt als Castro do Monte Córdova, ist eine in der Bronzezeit gegründete und bis ins Mittelalter bestehende befestigte Höhensiedlung im Norden Portugals.

## Lage
Die stark befestigte Siedlung liegt auf dem namengebenden Monte Padrão auf gut 400 m Höhe. Der Monte Padrão ist Teil eines in Nord-Süd-Richtung verlaufenden Höhenzuges und ragt spornartig in die westlich vorgelagerte Ebene. Diese herausgehobene topographische Lage begünstigt einerseits die Verteidigung des Siedlungsareals und erlaubt andererseits die Kontrolle über das Tal des Sanguinhedo und die fruchtbaren Ebene von Refojos und Agrela im Süden sowie über das Becken der Leça.
Verwaltungstechnisch gehört der Fundort zur Gemeinde (Freguesia) Monte Córdova im Kreis (Concelho) Santo Tirso im Distrikt Porto.

## Geschichte
Die ältesten Funde und Siedlungsspuren stammen aus der späten Bronzezeit (9. Jahrhundert v. Chr.). Der überwiegende Teil der Baubefunde ist der Eisenzeit und vor allem der römischen Epoche zuzurechnen.
Aus dem hohen und späten Mittelalter sind die Reste einer Kirche sowie Gräber bekannt. Inwieweit sich die über 2000-jährige Platzkontinuität auch in der Siedlungskontinuität widerspiegelt, ist aufgrund des aktuellen Forschungsstandes nicht zu beurteilen. Einzig die räumliche Verteilung von eisenzeitlichen Rundbauten zu späteren römischen villae lässt eine Siedlungskontinuität für diese beiden Epochen vermuten.

### Forschung
Das Castro wurde in den 1950er Jahren erstmals von Carlos Faya Santarém archäologisch untersucht, seit 1985 finden kontinuierlich weitere kleinere Grabungen auf dem Gelände statt. 1986 wurde unweit der Fundstelle ein Centro Interpretativo eröffnet.
Bereits 1910 wurde die Fundstelle als Monumento Nacional eingetragen; der Schutzstatus wurde 2011 durch die Errichtung einer Zona Especial de Protecção ergänzt.

### Befunde

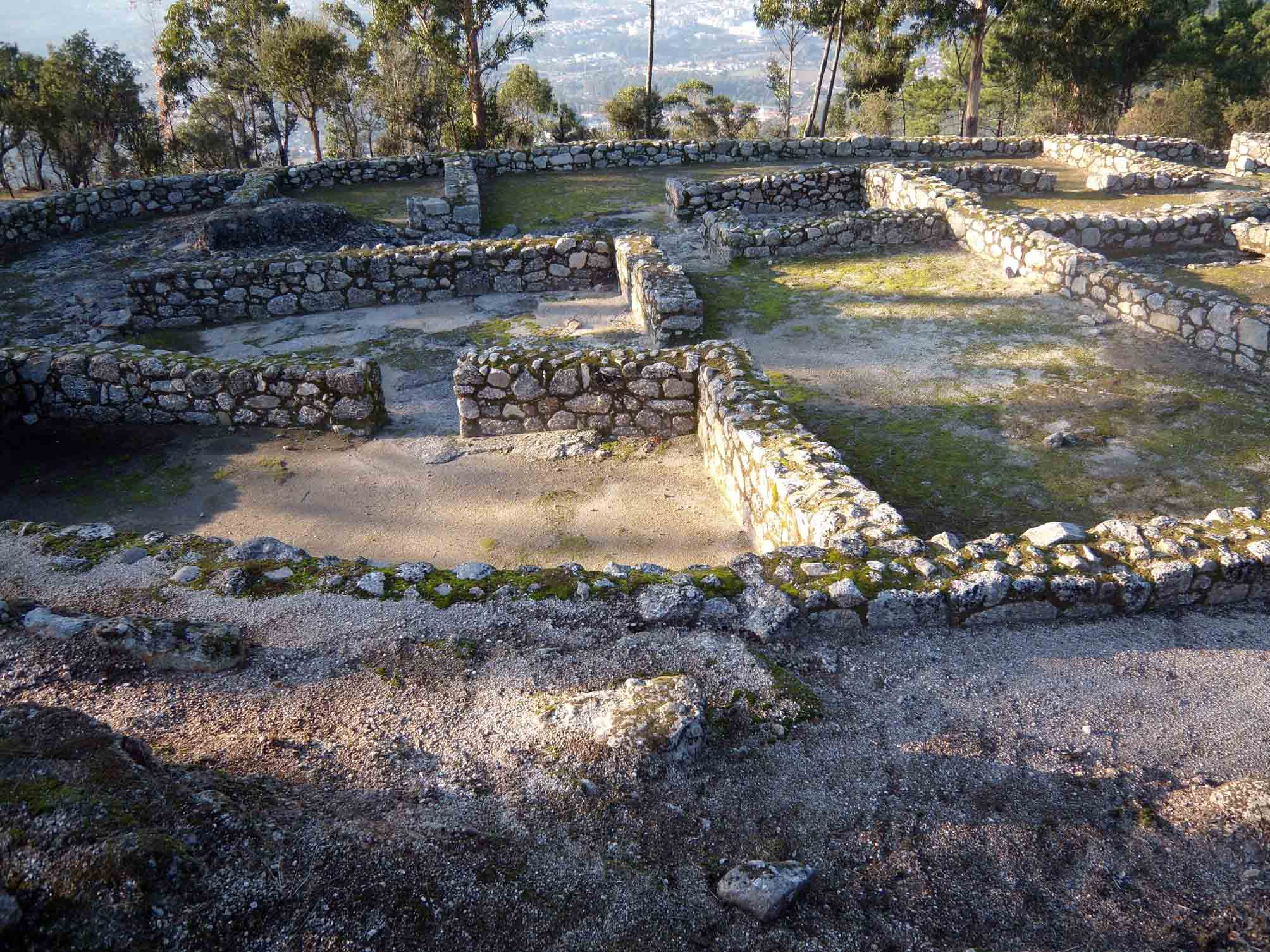
Castro do Monte Padrão, römische Villa.

Von den ehemals drei Mauerzügen, die die Siedlung schützten, ist heute noch einer sichtbar. Die Trockenmauer wurde in Kastenbauweise errichtet und die Steinbruchfüllung an den Außenseiten mit einer Verblendung versehen. Genaue Anhaltspunkte für die Datierung der Mauer liegen bisher nicht vor, aufgrund der Bauart ist sie aber mit der eisenzeitlichen und römischen Besiedlung des Platzes in Verbindung zu bringen.
Aus der Eisenzeit stammen mehrere Rundbauten, die in dieser Zeit typisch für vergleichbare Siedlungen der Castrokultur sind.
Zwei große Gebäude im Nordwesten des Plateaus sind sicher in römische Zeit zu datieren. Die sogenannte „Domus“ verfügt über ein gepflastertes Atrium mit einer Portikus, um die mehrere Nebenräume angegliedert sind. Unweit westlich wurde ein weiteres großes rechteckiges Gebäude mit zahlreichen Räumen aufgedeckt. Auch in diesem Gebäude wurden gepflasterte Böden sowie mehrere Drainagerinnen gefunden. Die Funde aus beiden Gebäuden lassen auf eine langjährige Nutzung zwischen dem 1. und. 4. Jahrhundert n. Chr. schließen.

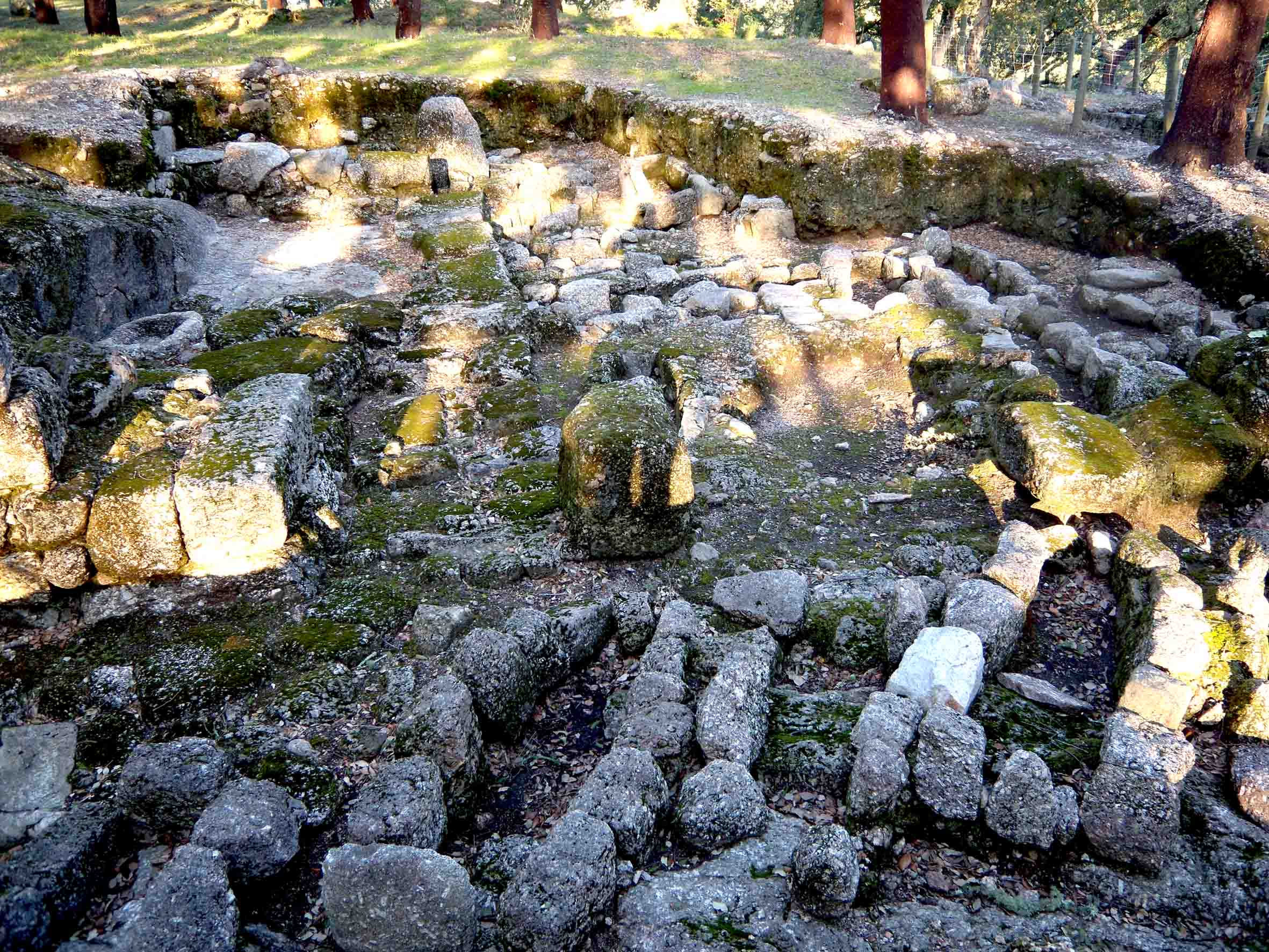
Castro do Monte Padrão, mittelalterliche Gräber.

Vermutlich bereits aus dem 10. Jahrhundert stammen die Baubefunde der Kirche St. Rosendo sowie angrenzender mittelalterlicher Gebäude. Der zugehörige Friedhof wurde bis ins 14. und 15. Jahrhundert belegt. Danach wurden keine Belege für eine weitere Besiedlung des Berges gefunden.

### Funde
Aus der späten Bronzezeit wurden geschliffene Äxte, Silexklingen, Quarzitschaber, Schalen vom Alpiarça-Typ und kegelförmige Gefäße gefunden. Einheimische Keramik sowie Importkeramik, Amphoren, Gläser, Ziegel, Halsketten aus Glasperlen, kleine Lampen, Münzen und Fibeln stammen aus der Eisenzeit und der römischen Zeit. Schlackenreste deuten auf Metallverarbeitung innerhalb der Siedlung hin. Aus dem Mittelalter stammen einige Metallteile, darunter eine emaillierte Platte, sowie einige Münzen und Keramikfragmente, von denen einige eine figürliche oder florale Dekoration tragen.